# Reichsstraße 357
Als Reichsstraße 357 (R 357) wurde nach der Übernahme des Elsass in deutsche Zivilverwaltung im Jahr 1940 bis 1944 die als Reichsstraße behandelte Straßenverbindung bezeichnet, die rund 3 Kilometer südlich von Wasselonne (Wasselnheim) von der damaligen Reichsstraße 28 abzweigte und auf der Trasse der heutigen Route départementale 422/1422 (ehemals Route nationale 422) über Molsheim nach Sélestat (Schlettstadt) führte, wo sie an der damaligen, in das Elsass verlängerten Reichsstraße 38 endete.
Ihre Gesamtlänge betrug rund 41 Kilometer.